# Раджапур
Раджапур (бенг. রাজাপুর, англ. Rajapur) — город на юге Бангладеш, административный центр одноимённого подокруга. Площадь города равна 9,74 км². По данным переписи 2001 года, в городе проживало 12 819 человек, из которых мужчины составляли 51,17 %, женщины — соответственно 48,83 %. Плотность населения равнялась 1316 чел. на 1 км². Уровень грамотности населения составлял 60,1 % (при среднем по Бангладеш показателе 43,1 %).